# Gare de Lannemezan
La gare de Lannemezan est une gare ferroviaire française de la ligne de Toulouse à Bayonne, située sur le territoire de la commune de Lannemezan, dans le département des Hautes-Pyrénées en région Occitanie. 
Elle est mise en service en 1867 par la Compagnie des chemins de fer du Midi et du Canal latéral à la Garonne. 
C'est une gare de la Société nationale des chemins de fer français (SNCF) desservie par des trains grandes lignes Intercités, et des trains régionaux TER Occitanie.

## Situation ferroviaire

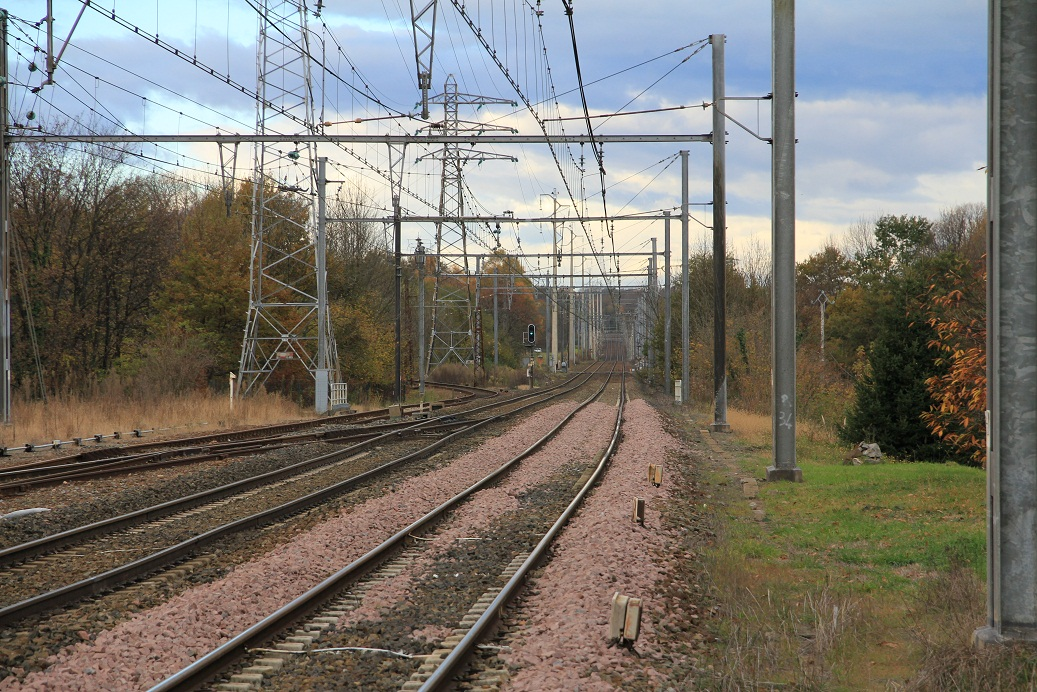
Vue des voies en direction de Tarbes en 2010, on aperçoit à gauche l'embranchement vers la ligne de Lannemezan à Arreau - Cadéac.

Établie à 613 mètres d'altitude, la gare de Lannemezan est située au point kilométrique (PK) 120,454 de la ligne de Toulouse à Bayonne, entre les gares de Montréjeau - Gourdan-Polignan et de Capvern. Gare de bifurcation, elle est l'origine, au PK 120,454, de la ligne de Lannemezan à Arreau - Cadéac partiellement exploitée en trafic fret jusque Labarthe-Avezac.
La gare dépend de la région ferroviaire de Toulouse. Elle est équipée de deux quais : le quai 1 pour la voie 1 et le quai 2 pour la voie 2, qui disposent tous les deux d'une longueur utile de 435 m.

## Histoire

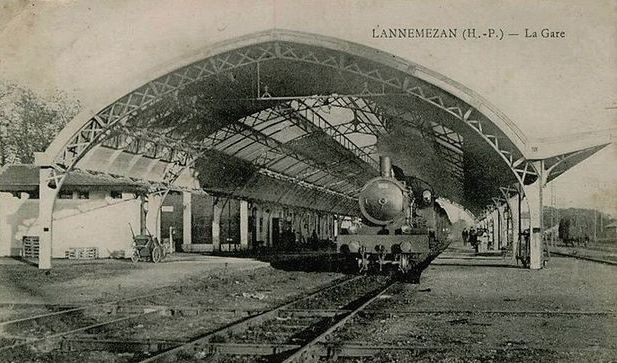
Gare au début du XXe siècle.

La gare de Lannemezan est mise en service le 20 juin 1867, par la Compagnie des chemins de fer du Midi et du Canal latéral à la Garonne lors de l'ouverture de la section de Montréjeau à Tarbes de sa ligne de Toulouse à Bayonne.
Elle devient une gare de bifurcation avec l'ouverture, par la Compagnie du Midi, de la ligne de Lannemezan à Arreau le 1er août 1897.

### Fréquentation
En 2014, selon les estimations de la SNCF, la fréquentation annuelle de la gare était de 97 234 voyageurs.
De 2015 à 2022, selon les estimations de la SNCF, la fréquentation annuelle de la gare s'élève aux nombres indiqués dans le tableau ci-dessous.
| Année               | 2015    | 2016   | 2017   | 2018   | 2019   | 2020   | 2021   | 2022    | 2023    |
| ------------------- | ------- | ------ | ------ | ------ | ------ | ------ | ------ | ------- | ------- |
| Nombre de voyageurs | 105 410 | 91 450 | 95 005 | 73 290 | 67 169 | 53 489 | 82 322 | 109 660 | 136 318 |

## Service des voyageurs

### Accueil
Gare SNCF, elle dispose d'un bâtiment voyageurs, avec guichet, ouvert tous les jours. Elle est équipée d'automates pour l'achat de titres de transport. C'est une gare « Accès Plus » disposant d'aménagements et services pour les personnes à la mobilité réduite.
Une marquise couvre les voies et les quais.

### Desserte
Lannemezan est desservie par les trains Intercités et les TER Occitanie (relation de Toulouse à Tarbes et Pau). 

### Intermodalité
Un parc pour les vélos et un parking pour les véhicules sont aménagés. Plusieurs dessertes par autocars desservent la gare, notamment les lignes liO entre Lannemezan et Saint-Lary-Soulan ou Lannemezan et Capvern.

## Service des marchandises
Cette gare est ouverte au service du fret.